# 先锋路街道 (临清市)
先锋路街道，是中华人民共和国山東省聊城市临清市下辖的一个乡镇级行政单位。

## 行政区划
先锋路街道下辖以下地区：
更道街社区、健康街社区、桃园街社区、太平街社区、白布巷街社区、天桥街社区、竹杆巷街社区、箍桶巷街社区、商场街社区、大寺街社区、锅市街社区、福德街社区、吉士口街社区、大桥街社区、大桥社区、西石社区、大屯社区、护国寺社区、西小屯社区、东小屯社区、柴庄社区、杨庄社区、小屯社区、朱庄社区、蛤力屯社区、路庄社区、权庄社区、石佛社区、张窑社区、张官屯社区、杜庄社区、孙庄社区、郭堤社区、王井社区、什方院社区、马庄社区、范尔庄社区、管辛庄社区、宋庄社区、杨存庄社区、孟店社区、上堤社区、下堤社区、东石社区、李庄社区、徐庄社区、唐窑社区、胡八里社区和五里庄社区。